# 弗賴翁峰

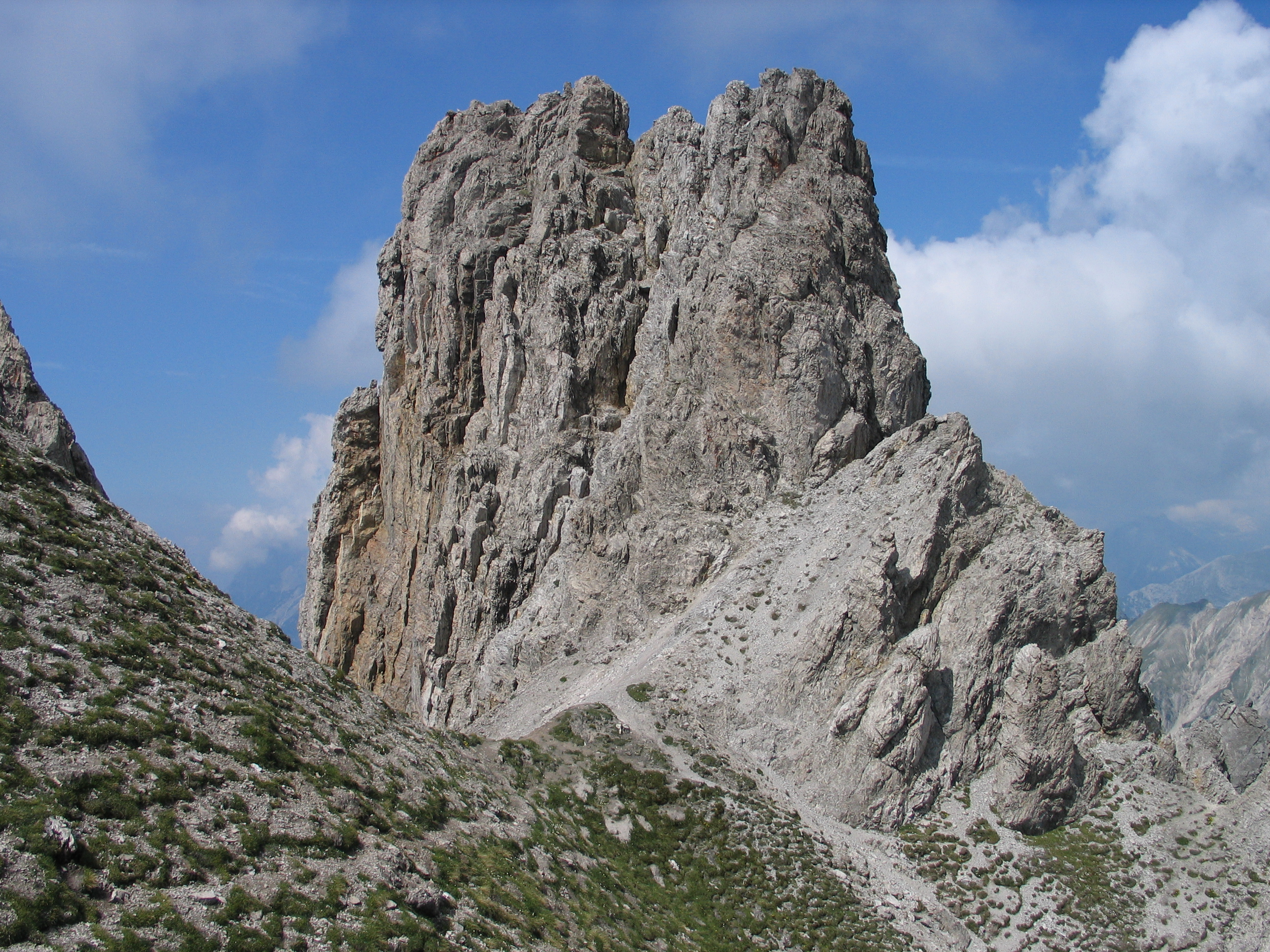

47°19′00″N 11°15′35″E / 47.31667°N 11.25972°E
弗賴翁峰（德語：Freiungspitzen），是奧地利的山峰，位於該國西部，由蒂羅爾州負責管轄，屬於卡爾文德爾山脈的一部分，海拔高度2,332米，每年平均降雨量1,666毫米。